# Односи Србије и Јужног Судана
Односи Србије и Јужног Судана су инострани односи Републике Србије и Републике Јужног Судана.

## Билатерални односи
Коминике о успостављању дипломатских односа потписан 2012. Планирају да покривају Србију из Москве, а њих Србија из Адис Абебе.
Јужни Судан је гласао против пријема Косова у УНЕСКО 2015.

### Економски односи
Привредна сарадња је потпуно неразвијена и од осамостаљења Јужног Судана укупна робна размена је мања од 10.000 америчких долара.

## Занимљивости
Српски фудбалски стручњак Зоран Ђорђевић од 2012. до 2013. је био селектор Фудбалске репрезентације Јужног Судана коју је предводио и у првој званичној утакмици против Уганде. О догодовштинама које су га пратиле на том необичном путу снимљен је и документарни филм Тренер Зоран и његови Афрички Тигрови.